# Martin Boehm
Martin Boehm (30 novembre 1725 - 23 mars 1812) est un évêque méthodiste américain. 

## Biographie

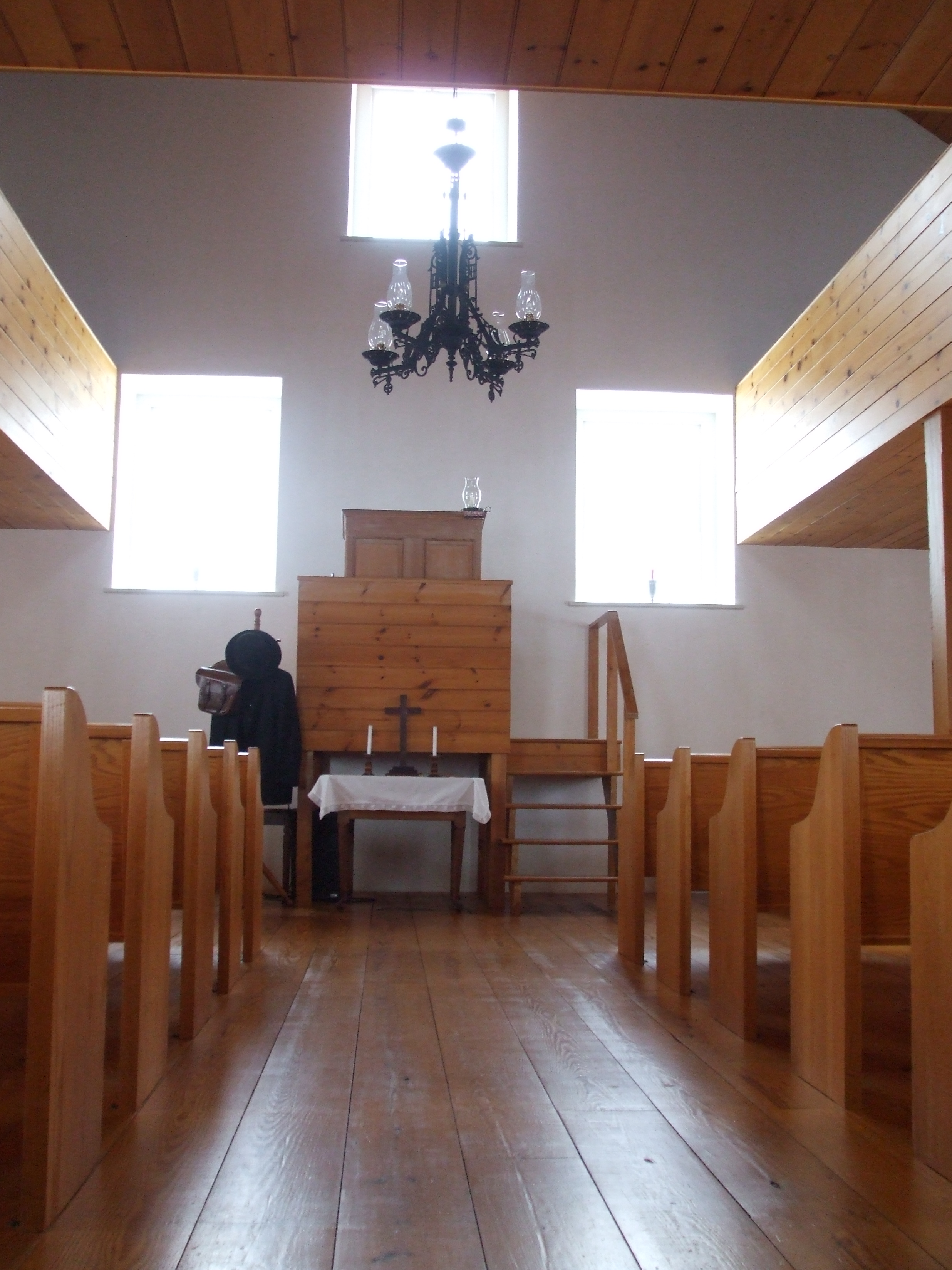
The restored interior of Boehm's Chapel

Il était le fils de Jacob Boehm et de Barbara Kendig qui s'étaient installés à Lancaster, en Pennsylvanie. 
Boehm a épousé Eve Steiner en 1753 et, en 1756, il a été choisi par tirage au sort pour devenir le ministre de l'église mennonite locale germanophone.
En 1761, Martin fut promu à la fonction d'évêque dans la tradition mennonite.
Le 10 mai 1767, lors d'une grande réunion tenue à Long's Barn près de Lancaster, en Pennsylvanie, Boehm rencontra Philip William Otterbein (en), un missionnaire ordonné pour les résidents germanophones en Amérique pour l'Église réformée d'Allemagne.
En 1774, Boehm ouvrit sa maison à un groupe méthodiste qui avait besoin d'un lieu de rencontre. Bientôt, les membres de sa famille devinrent méthodistes, tandis qu'il restait mennonite.
La même année, Otterbein aida un groupe dissident d'une église réformée évangélique à Baltimore à devenir la Second Reformed Evangelical Church et, avec l'encouragement de Boehm, il en devint le pasteur.
En 1791, Boehm fit don de terres à six miles au sud de Lancaster à ce groupe méthodiste pour construire des bâtiments religieux. Cette même année, une église fut construite et nommée La chapelle de Boehm.
Les deux hommes continuèrent leurs actions de sensibilisation et furent fortement influencés par les croyances méthodistes. Ils eurent de nombreux adeptes.
En 1800, après avoir été expulsé par les Mennonites pour être trop évangélique, Boehm et Otterbein formèrent l'Église des Frères Unis en Christ, et ils furent élus premiers évêques de la dénomination.
En 1802, Boehm rejoignit l'Église épiscopalienne méthodiste tout en étant encore évêque de l'Église des Frères Unis, devenant également évêque de cette église.
Martin Boehm mourut le 23 mars 1812. L'évêque de l'Église épiscopale méthodiste Francis Asbury et le fils de Boehm, Henry Boehm, un pasteur méthodiste, organisèrent un service commémoratif pour Boehm le 5 avril 1812.
Il eut huit enfants.

## Restauration au titre de Bishop Émérite
Le 26 février 2016, les évêques de la Conférence mennonite de Lancaster ont approuvé à l'unanimité une résolution visant à « accorder une remise de la censure d'excommunication à Martin Boehm et une restauration de ses titres d'évêque, émérite ». La résolution a été présentée, et une confession écrite signée, par trois évêques mennonites lors du 225e anniversaire de la chapelle de Boehm le 26 juin 2016, devant une foule de plus de 250 témoins.